# Don Perlimplín
Don Perlimplin (ovvero il Trionfo dell'amore e dell'immaginazione) (título original en italiano; en español, Don Perlimplín, o sea El triunfo del amor y de la imaginación) es una ópera radiofónica con música de Bruno Maderna sobre un texto de Federico García Lorca la balada amorosa. Compuesta en 1961, se estrenó por la RAI el 12 de agosto de 1962 en Milán.

## Voces e instrumentación
- soprano, 3 recitantes
- Flautas, cuatro clarinetes, cuatro saxofones, fagot, trompa, tres trombones, tres trompetas, vibráfono, arpa, mandolino, percusión, marimba, guitarra eléctrica, piano, cuerdas.